# توم غراندين
توم غراندين (بالإنجليزية: Tom Grandin)‏ هو مراسل عسكري وصحفي أمريكي، ولد في 19 يوليو 1907، وتوفي في 1977.